# Étang de Lachamp (Corrèze)
L'étang de Lachamp est situé sur la commune de Saint-Germain-les-Vergnes dans le département de la Corrèze et dans la région Nouvelle-Aquitaine. Il a été aménagé par la Communauté de communes Tulle et Cœur de Corrèze en 2008 après avoir été la propriété de l'ASPTT de Tulle pendant des années.

## Activité
Autour de cet étang, on peut se promener. Les chemins de randonnées sont balisés. On peut aussi y pêcher. Les baignades sont strictement interdites. Un centre d'équitation est aussi présent sur le site.